# Enicospilus merion
Enicospilus merion là một loài tò vò trong họ Ichneumonidae.